# Маркін Ігор
І́гор Ма́ркін — український пауерліфтер; майстер спорту України (2009).

## Життєпис
Неодноразовий призер України з пауерліфтингу IPF, 2008 року посів 3 місце на чемпіонаті України. 2013 — друге місце на чемпіонаті України з пауерліфтингу.
Друге місце на кубку України з пауерліфтингу-2015. Третє місце на кубку України з класичного пауерліфтингу-2017. Друге місце на кубку Києва з класичного пауерліфтингу (2017); друге місце на чемпіонаті України з класичного пауерліфтингу та виконання нормативу МСМК все по IPF федерації.
2009 студент Східноукраїнського національного університету імені Володимира Даля Ігор Маркін на чемпіонаті України серед чоловіків з пауерліфтингу у сумі триборства виконав норматив майстра спорту.